# Rhaconotus concinnus
Rhaconotus concinnus är en stekelart som först beskrevs av Günther Enderlein 1912.  Rhaconotus concinnus ingår i släktet Rhaconotus och familjen bracksteklar. Inga underarter finns listade i Catalogue of Life.